# 陳翼飛
陳翼飛（1583年—？年），字元朋，號小翮，福建漳州府平和縣清寧里人，明朝政治人物。与张燮、蒋孟育、高克正、林茂桂、王志远、郑怀魁等六位诗友被誉为“漳州七才子”，同时也是晚明漳州“伭云十三子”之一。

## 生平
萬曆二十五年（1597年）丁酉科福建鄉試第六十六名舉人，萬曆三十八年（1610年）庚戌科會試一百六十六名，第三甲第五十八名進士。户部观政，除南直隸宜興縣知縣，四十年被劾致仕歸。

## 著作
工詩，模仿七子，有《慧阁集》、《紫芝集》、《长梧集》。

## 家族
曾祖陳邦迪；祖陳高策，壽官；父陳得崑；母王氏。具慶下。兄聖選（甲午舉人）。弟陳維貞（甲辰進士）；翔飛（廩生）；翰飛；翁飛。子奎煌；景㸌；台烻；信（火鼎）；壽炌。